# 멘도사투코투코
멘도사투코투코(Ctenomys mendocinus)는 투코투코과에 속하는 설치류의 일종이다.

## 특징
꼬리 길이 70~91mm를 제외한 몸길이가 230~280mm이다. 몸무게는 100~250g이고, 일반적으로 수컷이 암컷보다 크다.

## 분포
아르헨티나 멘도사주 북부와 중부 지역의 토착종으로 해발 460~3600m 지역에서 서식한다.